# Manuel Garcia-Rulfo
Manuel Garcia-Rulfo (25 de fevereiro de 1981) é um ator mexicano. Ele é conhecido por seu papel principal como advogado Mickey Haller na série de drama jurídico de televisão The Lincoln Lawyer desde 2022. Ele apareceu anteriormente em filmes como Cake (2014) e The Magnificent Seven (2016) e o programa de televisão From Dusk Till Dawn: The Series (2014-2015). Ele estrelou como um dos personagens principais no remake de 2016 de The Magnificent Seven.

## Vida inicial
Garcia-Rulfo nasceu em Guadalajara, Jalisco, México. Ele cresceu em uma fazenda em Jalisco, onde aprendeu a andar a cavalo. A certa altura, ele foi para Vermont estudar inglês. Frequentou a Universidad del Valle de Atemajac, onde se formou em comunicação, antes de perceber sua paixão pelo cinema. Ele estudou na New York Film Academy, mas decidiu retornar ao México para continuar sua carreira de ator.

## Carreira
Ele fez seu primeiro grande filme americano com Bless Me, Ultima, como Uncle Pedro. Em 2016, ele interpretou o bandido Vasquez, um dos personagens principais, no remake de The Magnificent Seven. O papel exigia que ele assumisse o treinamento com armas, o que ele considerou difícil, embora tenha declarado: "Eu tive bolhas, mas foi hilário." Em 2017, ele co-estrelou a adaptação de Kenneth Branagh de Murder on the Orient Express, interpretando Biniamino Marquez, personagem que se originou no romance como Antonio Foscarelli e foi adaptado especificamente para ele.
No início de 2021, Garcia-Rulfo foi escalado como Mickey Haller em uma adaptação televisiva de The Lincoln Lawyer para a Netflix.

## Filmografia

### Filme
| Ano  | Título                             | Papel             | Notas          |
| ---- | ---------------------------------- | ----------------- | -------------- |
| 2006 | Valle de lágrimas                  | José              | Short film     |
| 2007 | Maquillaje                         | Mario             |                |
| 2009 | One for the Road                   | Cristian          |                |
| 2010 | 180º                               | Salvador          |                |
| 2011 | Poor Soul                          | Alan              | Short film     |
| 2013 | Bless Me, Ultima                   | Uncle Pedro       |                |
| 2014 | Cake                               | Arturo            |                |
| 2015 | Missed Trains                      | Him               | Curta-metragem |
| 2016 | Term Life                          | Pedro             |                |
| 2016 | The Magnificent Seven              | Vasquez           |                |
| 2016 | La vida inmoral de la pareja ideal | Lucio             |                |
| 2016 | Mexiwood                           | Axel Garcia       |                |
| 2017 | Murder on the Orient Express       | Biniamino Marquez |                |
| 2018 | Sicario: Day of the Soldado        | Gallo             |                |
| 2018 | Widows                             | Carlos Perelli    |                |
| 2019 | Mary                               | Mike Alvarez      |                |
| 2019 | 6 Underground                      | Javier / Three    |                |
| 2020 | Greyhound                          | Lopez             |                |
| 2021 | Sweet Girl                         | Amo Santos        |                |
| 2022 | Dos Estaciones                     | Pepe              |                |
| 2022 | A Man Called Otto                  | Tommy             |                |
| 2024 | Pedro Páramo                       | Pedro Páramo      |                |
| 2025 | Jurassic World Rebirth             | Reuben Delgado    |                |

### Televisão
| Ano           | Título                          | Papel            | Notas            |
| ------------- | ------------------------------- | ---------------- | ---------------- |
| 2011          | El encanto del águila           | Padre Pro        | 1 episódio       |
| 2012          | Ralph Inc.                      | Barrio Mexico    | 1 episódio       |
| 2013          | Touch                           | Father Esteban   | 1 episódio       |
| 2013          | Alguien Más                     | Gabriel          | 5 episodes       |
| 2014-2015     | From Dusk Till Dawn: The Series | Narciso Menendez | 9 episódios      |
| 2016          | L.A. Series                     | Junior           | Filme televisivo |
| 2018          | Goliath                         | Gabriel Ortega   | 6 episódios      |
| 2022–presente | The Lincoln Lawyer              | Mickey Haller    | Papel principal  |